# Xylophanes arpi
Xylophanes arpi är en fjärilsart som beskrevs av William Schaus 1898. Xylophanes arpi ingår i släktet Xylophanes och familjen svärmare. Inga underarter finns listade i Catalogue of Life.